# Agathosma mucronulata
Agathosma mucronulata är en vinruteväxtart som beskrevs av Otto Wilhelm Sonder. Agathosma mucronulata ingår i släktet Agathosma och familjen vinruteväxter. Inga underarter finns listade i Catalogue of Life.